# ريبابلك
ريبابلك (ميزوري) (بالإنجليزية: Republic, Missouri)‏ هي مدينة تقع في الولايات المتحدة في ميزوري. يقدر عدد سكانها بـ 14,751 نسمة ومساحتها 34.47 كم2 وترتفع عن سطح البحر 399 متر.

## التركيبة السكانية
قام مكتب تعداد الولايات المتحدة بتحديد بيانات التركيبة السكانية لريبابلكفي تعداد الولايات المتحدة. في ما يلي، التركيبة السكانية حسب تعدادي 2000 و2010.

### تعداد عام 2000
بلغ عدد سكان ريبابلك 8,438 نسمة بحسب تعداد عام 2000، وبلغ عدد الأسر 3,148 أسرة وعدد العائلات 2,379 عائلة مقيمة في المدينة. في حين سجلت الكثافة السكانية 1,508.1 نسمة لكل ميل مربع (582.3/كم2). وبلغ عدد الوحدات السكنية 3,298 وحدة بمتوسط كثافة قدره 589.4 نسمة لكل ميل مربع (227.6/كم2).
وتوزع التركيب العرقي للمدينة بنسبة 97.43% من البيض و 0.56% من الأمريكيين الأصليين و 0.49% من الأمريكيين ذوي الأصول الآسيوية و 0.02% من سكان جزر المحيط الهادئ و 0.24% من الأمريكيين الأفارقة و 1.03% من عرقين مختلطين أو أكثر.
بلغ عدد الأسر 3,148 أسرة كانت نسبة 41.1% منها لديها أطفال تحت سن الثامنة عشر تعيش معهم، وبلغت نسبة الأزواج القاطنين مع بعضهم البعض 59.7% من أصل المجموع الكلي للأسر، ونسبة 12.4% من الأسر كان لديها معيلات من الإناث دون وجود شريك، وكانت نسبة 24.4% من غير العائلات. تألفت نسبة 20.8% من أصل جميع الأسر من أفراد ونسبة 8.9% كانوا يعيش معهم شخص وحيد يبلغ من العمر 65 عاماً فما فوق. وبلغ متوسط حجم الأسرة المعيشية 3.04، أما متوسط حجم العائلات فبلغ 2.63.
بلغ العمر الوسطي للسكان 33 عاماً. وكانت نسبة 28.7% من القاطنين تحت سن الثامنة عشر، وكانت نسبة 8.1% بين الثامنة عشر والأربعة وعشرون عاماً، ونسبة 32.0% كانت واقعةً في الفئة العمرية ما بين الخامسة والعشرون حتى والأربعة وأربعون عاماً، ونسبة 18.9% كانت ما بين الخامسة والأربعون حتى الرابعة والستون، ونسبة 12.3% كانت ضمن فئة الخامسة والستون عاماً فما فوق. يوجد لكل 100 أنثى 88.2 ذكر، ويوجد لكل 100 أنثى في الثامنة عشر من عمرها فما فوق 82.1 ذكر.
بلغ متوسط دخل الأسرة في المدينة 34,611 دولار، أما متوسط دخل العائلة فبلغ 37,622 دولار. وكان متوسط دخل الذكور 30,849 دولار مقابل 21,725 دولار للإناث. وسجل دخل الفرد الخاص بالمدينة 15,212 دولار. وكانت نسبة 5.8% من العائلات ونسبة 6.7% من السكان تحت خط الفقر، وكان من هؤلاء نسبة 7.8% تحت سن الثامنة عشر ونسبة 10.2% في الخامسة والستين من العمر وما فوق.

### تعداد عام 2010
بلغ عدد سكان ريبابلك 14,751 نسمة بحسب تعداد عام 2010، وبلغ عدد الأسر 5,516 أسرة وعدد العائلات 3,999 عائلة مقيمة في المدينة. في حين سجلت الكثافة السكانية 1,109.1 نسمة لكل ميل مربع (428.2/كم2). وبلغ عدد الوحدات السكنية 6,139 وحدة بمتوسط كثافة قدره 461.6 لكل ميل مربع (178.2/كم2).
وتوزع التركيب العرقي للمدينة بنسبة 95.6% من البيض و 0.6% من الأمريكيين الأصليين و 0.5% من الأمريكيين ذوي الأصول الآسيوية و 0.7% من الأمريكيين الأفارقة و 2.0% من عرقين مختلطين أو أكثر.
بلغ عدد الأسر 5,516 أسرة كانت نسبة 42.3% منها لديها أطفال تحت سن الثامنة عشر تعيش معهم، وبلغت نسبة الأزواج القاطنين مع بعضهم البعض 54.2% من أصل المجموع الكلي للأسر، ونسبة 13.0% من الأسر كان لديها معيلات من الإناث دون وجود شريك، بينما كانت نسبة 5.2% من الأسر لديها معيلون من الذكور دون وجود شريكة وكانت نسبة 27.5% من غير العائلات. تألفت نسبة 22.2% من أصل جميع الأسر من أفراد ونسبة 8.1% كانوا يعيش معهم شخص وحيد يبلغ من العمر 65 عاماً فما فوق. وبلغ متوسط حجم الأسرة المعيشية 3.09، أما متوسط حجم العائلات فبلغ 2.64.
بلغ العمر الوسطي للسكان 32.2 عاماً. وكانت نسبة 29.6% من القاطنين تحت سن الثامنة عشر، وكانت نسبة 8.2% بين الثامنة عشر والأربعة وعشرون عاماً، ونسبة 30.9% كانت واقعةً في الفئة العمرية ما بين الخامسة والعشرون حتى والأربعة وأربعون عاماً، ونسبة 20.5% كانت ما بين الخامسة والأربعون حتى الرابعة والستون، ونسبة 10.7% كانت ضمن فئة الخامسة والستون عاماً فما فوق. وتوزع التركيب الجنسي للسكان بنسبة 47.7% ذكور و52.3% إناث.